# Hitler vor Gericht
Hitler vor Gericht ist der Titel eines deutschen Dokumentar-Spielfilms aus dem Jahr 2009. Thematisiert wird darin der missglückte Hitlerputsch vom November 1923 und der darauf folgende Prozess.

## Handlung
Die Handlung beginnt beim versuchten Staatsstreich am 8. November 1923 im Münchner Bürgerbräukeller.
Es folgt der Marsch auf die Münchner Feldherrnhalle, bei dem 21 Menschen getötet wurden, die Flucht Hitlers in die Villa Hanfstaengl, der von Helene Hanfstaengl verhinderte Selbstmordversuch und die Verhaftung Hitlers. 
Der Hauptteil des Films ist eine Rekonstruktion des Hitler-Prozesses.
Nach einigen kurzen Szenen über die Festungshaft (Feier des 35. Geburtstags, Diktat für Mein Kampf) endet der Film mit Hitlers vorzeitiger Freilassung am 19. Dezember 1924.

## Hintergrundinformationen
Die Dreharbeiten des Films fanden im Juli 2008 an Originalschauplätzen in München und Landsberg am Lech statt. Als Grundlage des Drehbuchs dienten Protokolle und Abschriften des Prozesses. Die Premiere feierte der Film am 27. März 2009 in BR-alpha und am 4. April 2009 im Bayerischen Fernsehen, Wiederholungen am 19. und 21. Januar 2013 in BR-alpha sowie am 4. und 5. November 2023 in ARD alpha.
Regisseur Fischerauer sagte über seine Motivation zu dem Film: 
„Als mich Martin Choroba fragte, ob ich mir vorstellen könnte, einen Film über Hitlers Putsch und den gegen ihn stattgefunden habenden Prozess zu drehen, wusste ich, dass ich diesen Film nicht nur machen möchte, sondern dass ich diesen Film machen muss.“